# Festung Grauerort
Die Festung Grauerort ist ein Fort bei Abbenfleth in der Nähe von Stade. Es wurde in den Jahren 1868 bis 1873 mit Unterbrechungen von Preußen an der Elbe zum Schutz vor feindlichen Schiffen auf der Elbe angelegt. Obwohl das Fort bereits im Deutsch-Französischen Krieg 1870/71 provisorisch einsatzbereit war, kam es nie zu Kampfhandlungen um das Fort. Die Anlage wurde später als Minendepot, Flakgeschützstellung, Notunterkunft und Delaborierungsort genutzt.

## Aufbau

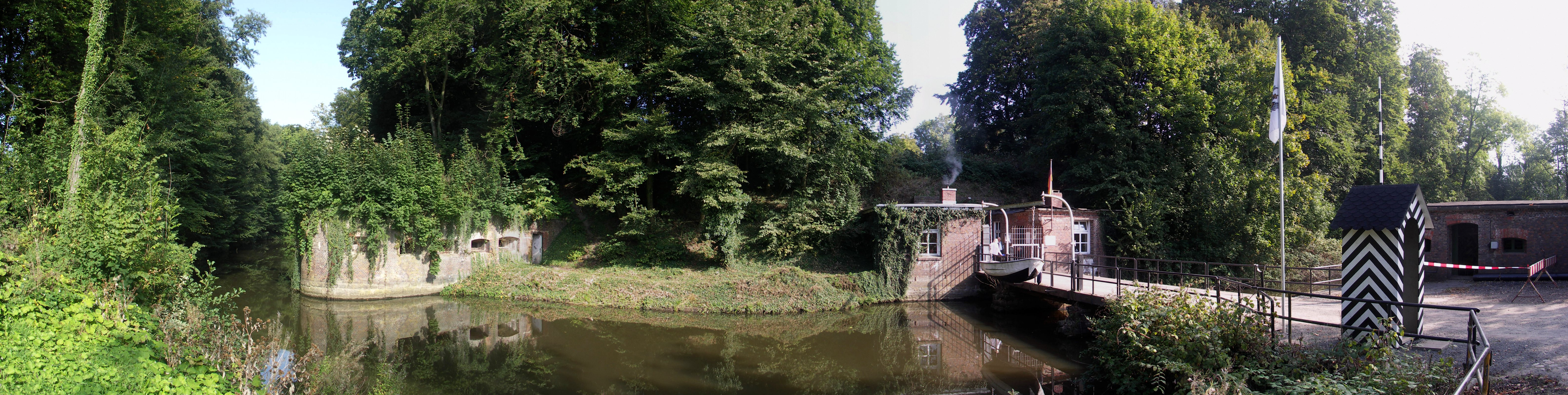
Eingangsbereich mit Gewehrcarponiere

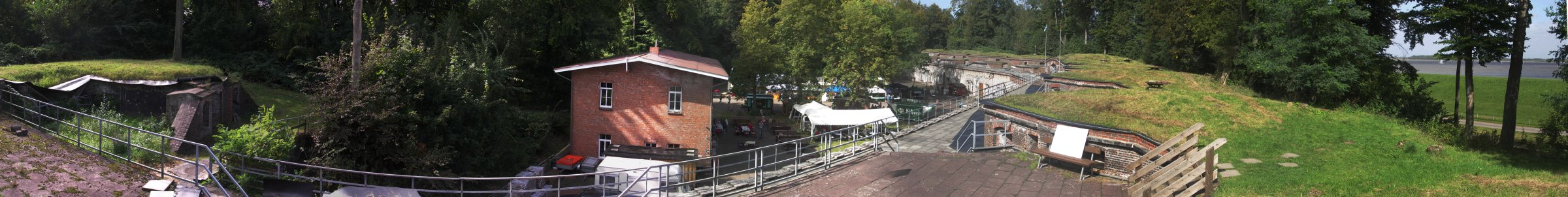
Die Geschützstellungen

Das Hochwallfort Grauerort ist ein Typbau preußischer Festungsarchitektur der zweiten Hälfte des 19. Jahrhunderts. Das Fort schmiegt sich mit seinem rhombusförmigen sechseckigen Grundriss, der durch einen 10 m hohen Erdwall gebildet wird, an den Elbdeich. Zur Elbe hin sind die Wälle kasemattiert. Auf den beiden 68 m langem Flanken waren je fünf moderne Hinterlader-Rücklaufgeschütze des Kalibers 28 cm aufgestellt.
Zur Elbe hin ist das Fort mit einer 3 m hohen Escarpe- oder Carnot'schen Mauer gesichert, die von zwei Kehlgangsbunkern aus mit Geschützen und Gewehren verteidigt werden kann. Die übrigen Wälle werden durch einen 20 m breiten Graben gesichert. Den Eingang bildet eine Brücke, sie führt durch einen Hohlgang in das Innere des Forts und wird durch eine Gewehrkaponniere und Wachbunker gesichert. Die Brücke war seinerzeit als Zugbrücke ausgebildet; den Hohlgang sicherte ein Sturmabwehrgitter.

## Geschichte

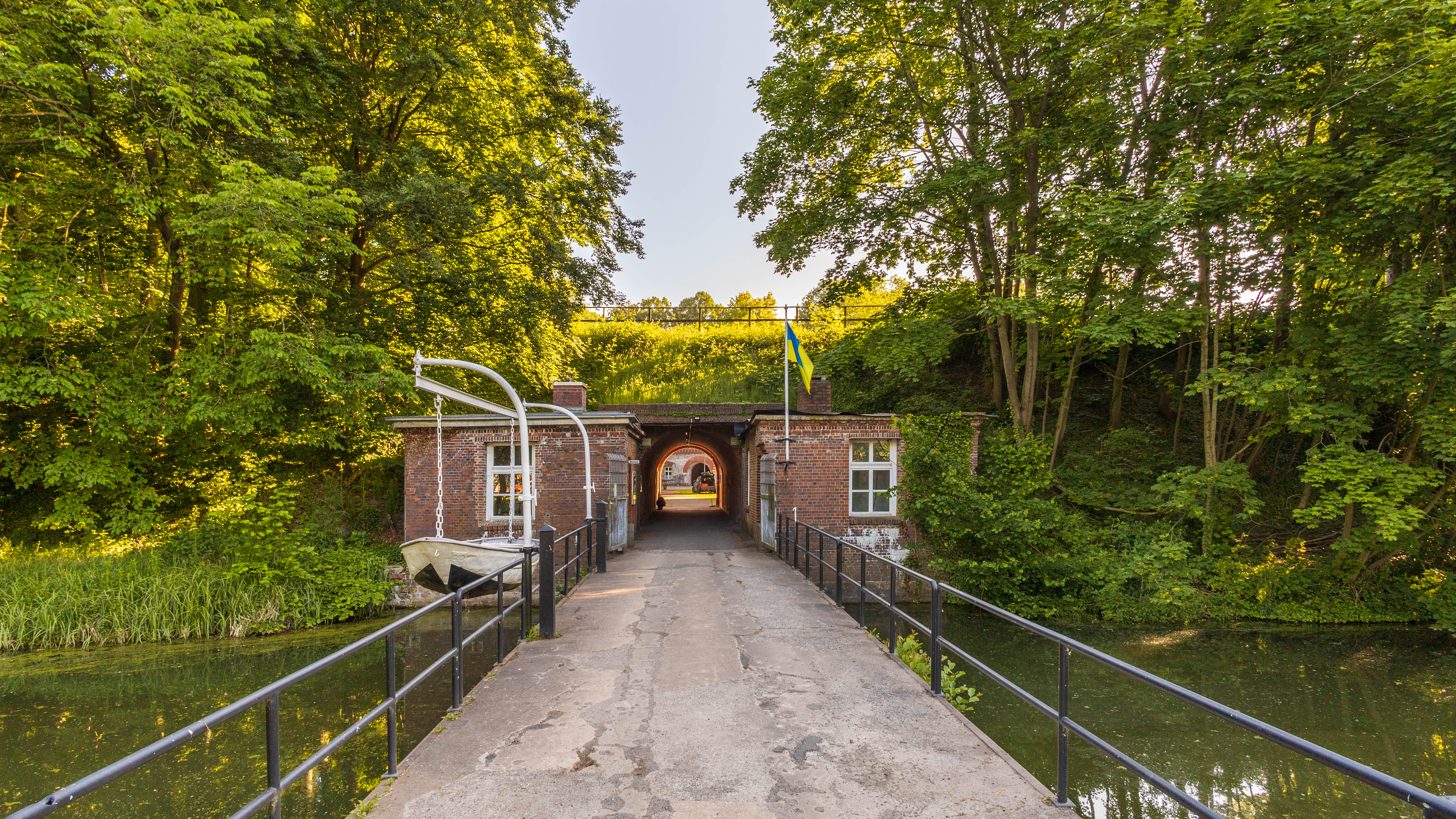
Zugangsbrücke.

Das Fort wurde von der preußischen Armee von 1868 bis 1873 in der Nähe der Ortschaften Barnkrug und Abbenfleth bei Stade errichtet. Die schon von den Schweden genutzte Stelle an der hohe Altmarsch nahe dem Fahrwasser war neben anderen Stellungen an der Elbe ideal für einen permanenten Verteidigungsbau. In der Zeit, in der die Spannungen mit Frankreich zunahmen, wurde der permanente Bau unterbrochen und das Fort, so wie eine zweite provisorische Batterie Grauerort II, provisorisch fertiggestellt, um schnell einen wirksamen Schutz des Hamburger Hafens zu haben. Bereits im Deutsch-Französischen Krieg 1870/71 war das Fort provisorisch einsatzbereit. Es kam jedoch nicht zu Kampfhandlungen um das Fort. 1875 und 1877 wurden die Rampen und die Munitionsversorgung noch einmal verbessert.
Wegen der weiteren Waffenentwicklung wurde das Fort 1888 aus der Reihe der aktiven Festungen gestrichen. Ab 1917 wurde die Anlage zu einem provisorischen Minendepot der Kaiserlichen Marine umgewandelt. Dazu wurde in der Folgezeit nordwestlich der Anlage außerhalb des Festungswalls ein Lagerbereich für Munition eingerichtet. Die Nutzung als Minendepot wurde permanent nach der Explosion des Minendepots Cuxhaven-Groden im Jahre 1922 und dauerte bis zum Ende des Zweiten Weltkriegs an. 1926 wurde eine 250 m lange Landungsbrücke in die Elbe erbaut, über die direkt Schiffe be- und entladen werden konnten. Im Zweiten Weltkrieg kamen zwei Flakgeschütze auf dem Fort zum Einsatz.
Am Ende des Kriegs beschlagnahmte die britische Armee das Fort, das nicht zerstört wurde und bis zum Ende der 1950er Jahre eine Verwendung als Notunterkunft fand.
Ab 1960 hat die Delaborierungsfirma Kaus & Steinhausen in der Liegenschaft Munition zerlegt. Kaus & Steinhausen zogen mit ihrem Betrieb 1985 aus Sicherheitsgründen in die ehemalige Sprengstofffabrik Dragahn um.
Grauerort verfiel danach mehr und mehr, bis sich ab 1997 ein Verein um den Erhalt der Anlage zu kümmern begann. Die nachträglichen Einbauten werden jetzt wieder entfernt, um die denkmalgeschützte Anlage wieder in den Ursprungszustand zu versetzen und als modernes Museum nutzen zu können.

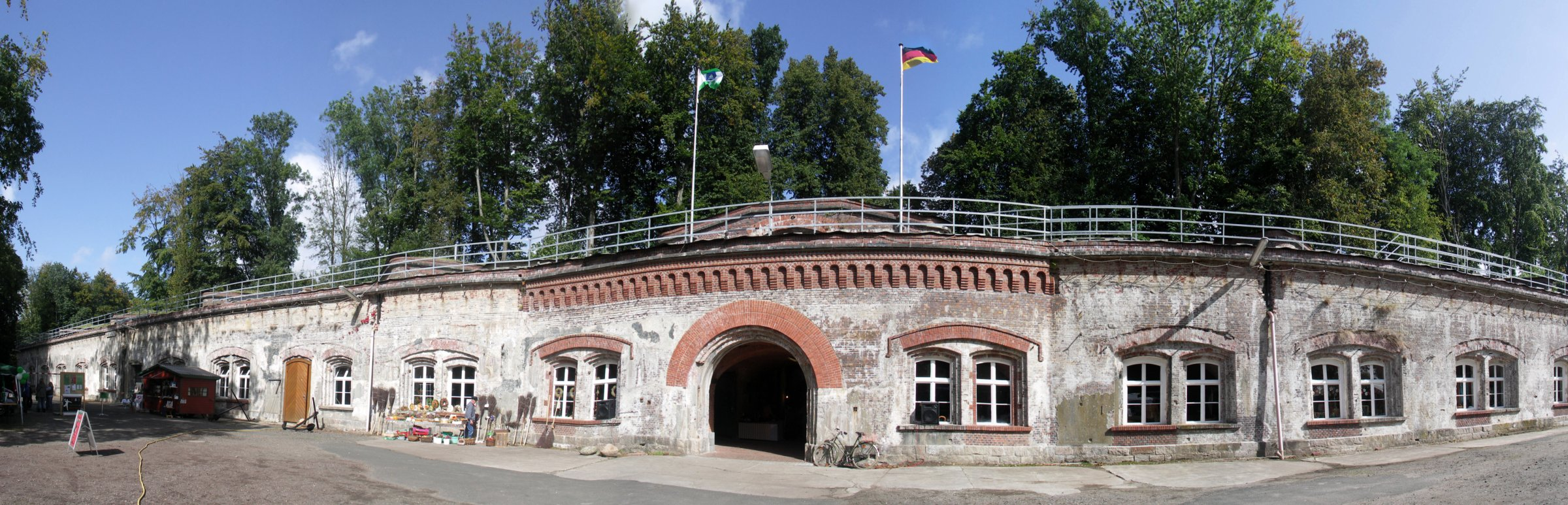
Die Kasematten der Festung Grauerort

## Museum
Die Festung Grauerort wird seit 1997 durch den Förderverein „Festung Grauerort“ e. V. wieder hergerichtet. Seit 1998 ist sie wieder der Öffentlichkeit zugänglich. Sie wird heute als Veranstaltungsort und Museum genutzt.